# Gurcy-le-Châtel
Gurcy-le-Châtel är en kommun i departementet Seine-et-Marne i regionen Île-de-France i norra Frankrike. Kommunen ligger i kantonen Donnemarie-Dontilly som tillhör arrondissementet Provins. År 2022 hade Gurcy-le-Châtel 563 invånare.

## Befolkningsutveckling
Antalet invånare i kommunen Gurcy-le-Châtel
| Referens: INSEE |